# Impuesto de sociedades del Reino Unido

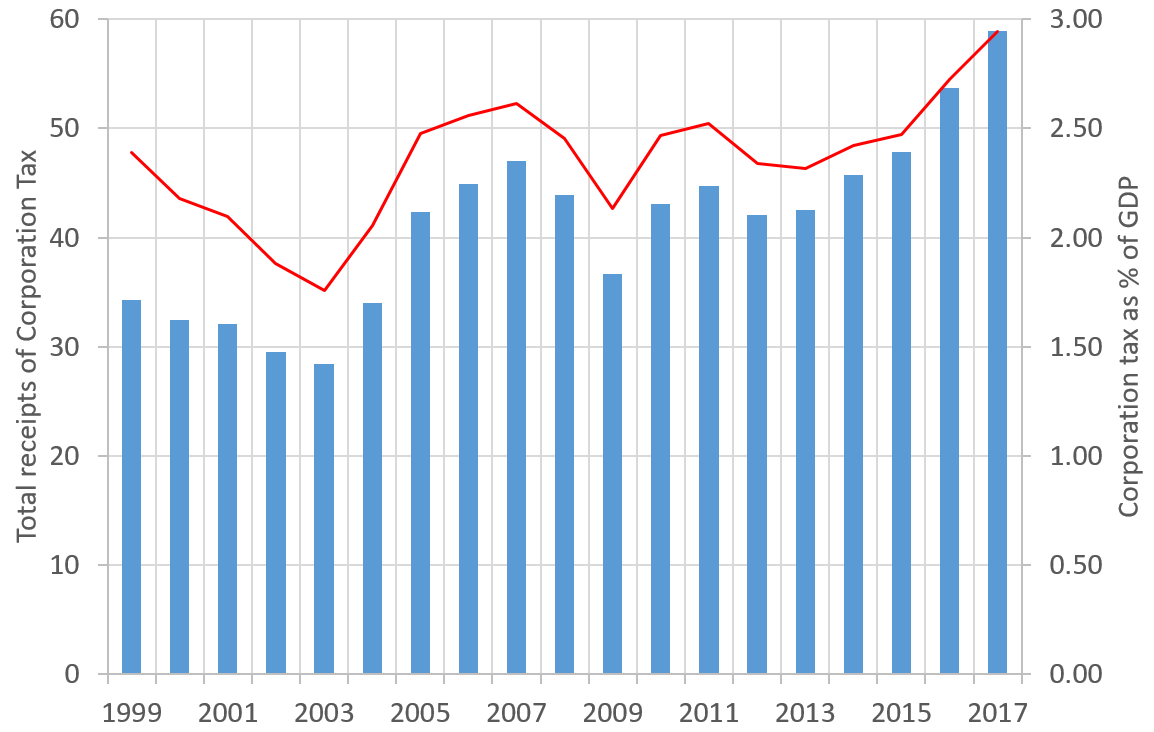
Evolución del Impuesto de Sociedades en Reino Unido entre 1999 y 2016, en términos absolutos y en porcentaje del PIB, incluidos Bank Levy y Bank Surcharge.

A lo largo de este artículo, el término no clasificado "libra" y el símbolo £ se refieren a la libra esterlina.
El impuesto de sociedades es un tributo gravado en el Reino Unido sobre el beneficio económico de las empresa y sobre los beneficios de los establecimientos permanentes de las empresas y asociaciones no-residentes en Reino Unido que comercian en la Unión Europea. Anteriormente a la promulgación de impuestos del 1 de abril de 1965, las empresas y los particulares pagaban los mismos impuestos sobre la renta, con un impuesto sobre los beneficios adicional gravado sobre las empresas. El Decreto Financiero de 1965 reemplazó esta estructura para las empresas y asociaciones por un único impuesto de sociedades, el cual tomo su estructura básica y reglas del impuesto sobre la renta. Desde 1997, el proyecto de refundación de la legistación tributaria ha estado modernizando la legislación fiscal, empezando por el impuesto sobre la renta, mientras que la legislación sobre el impuesto de sociedades ha sido en sí misma enmendada; por lo tanto las reglas que rigen el impuesto sobre la renta y el impuesto de sociedades se han distanciado. El impuesto de sociedades se rige por el Decreto sobre impuestos sobre la renta y de sociedades de 1988 (modificado).